# Io e i miei parassiti
Io e i miei parassiti è stato un programma televisivo, trasmesso in Italia su Discovery Channel (Italia), DMAX, Focus e Deejay TV, che esplora le storie di persone che sono state infettate da parassiti, mostrando il modo in cui sono venute in contatto con queste creature, il ciclo di vita di questi organismi microscopici e la lotta delle vittime. Le storie riportate si basano su episodi realmente accaduti, ma in alcuni casi i personaggi sono interpretati da attori e non dai diretti interessati.
Il programma è realizzato da 6 edizioni e più per un totale di più di 60 puntate.

## Stagioni
| Stagione         | Episodi | Prima TV USA | Prima TV Italia |
| ---------------- | ------- | ------------ | --------------- |
| Prima stagione   | 6       | 2009         |                 |
| Seconda stagione | 10      | 2010         |                 |
| Terza stagione   | 10      | 2012         |                 |
| Quarta stagione  | 10      | 2013         | 2013            |
| Quinta stagione  | 10      | 2014         |                 |
| Sesta stagione   | 10      | 2015         |                 |
| Settima stagione | 7       | 2016         |                 |
| Ottava stagione  | 12      | 2017         |                 |